# Can Serra (Argentona)
Can Serra del Puig és una masia d'Argentona (Maresme) inclosa a l'Inventari del Patrimoni Arquitectònic de Catalunya.

## Descripció
La part inicial d'aquesta masia té els tres cossos perpendiculars a la façana principal. Diversos cossos apropats a les façanes de llevant i de nord enquadren la resta de la casa. Aquest engrandiment fou fet pensant en el celler i fou necessària la construcció d'una escala de comunicació. La façana conserva l'estructura de masia de tipus basilical, amb teulada a dues vessants i aprofitament del cos central, amb un pis més elevat que era destinat a graner. Portal rodó dovellat, finestres amb motllures del segle xviii, amb la data gravada de 1714.

## Història
El propietari actual d'aquesta masia és Josep Collet Serra. La família Serra, que des de sempre ha estat propietària de la casa, s'emparentà amb la família de la casa Cabanyes, la qual aportà en dot un llit d'Olot ben decorat. La distribució interior de la casa ha canviat l'escala, que ha passat al cos lateral fins al primer pis i la golfa del cos central. La cuina conserva la configuració originària amb el faldar i el forn de coure pa.